# Sisobahili Iraonohura
Sisobahili Iraonohura is een bestuurslaag in het regentschap Nias van de provincie Noord-Sumatra, Indonesië. Sisobahili Iraonohura telt 1050 inwoners (volkstelling 2010).